# John Bagnell Bury
John Bagnell Bury (Comtat de Monaghan, 16 d'octubre de 1861 – Roma, 1 de juny de 1927) va ser un eminent historiador, bizantinista i filòleg irlandès.
Va formar-se al Trinity College de Dublín, on es va graduar el 1882 i obtenia la càtedra d'història el 1893, que ocupà durant nou anys. Posteriorment es traslladà a la Universitat de Cambridge, on ocupà el càrrec de Regius Professor of Modern History fins a la seva mort a Roma a l'edat de 65 anys.